# Philippe-Charles Schmerling

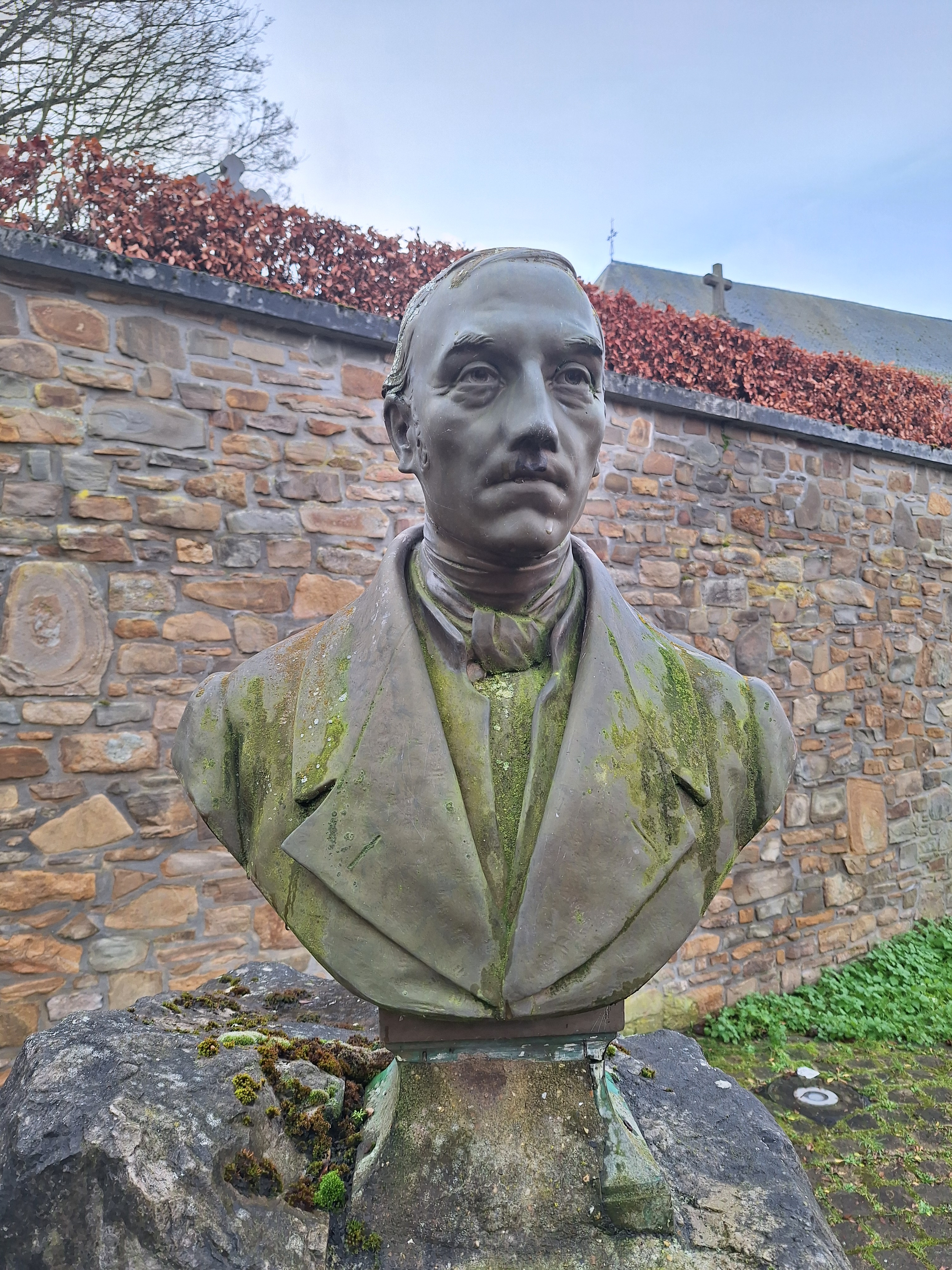
Philippe-Charles Schmerling Monument door Léon Mignon

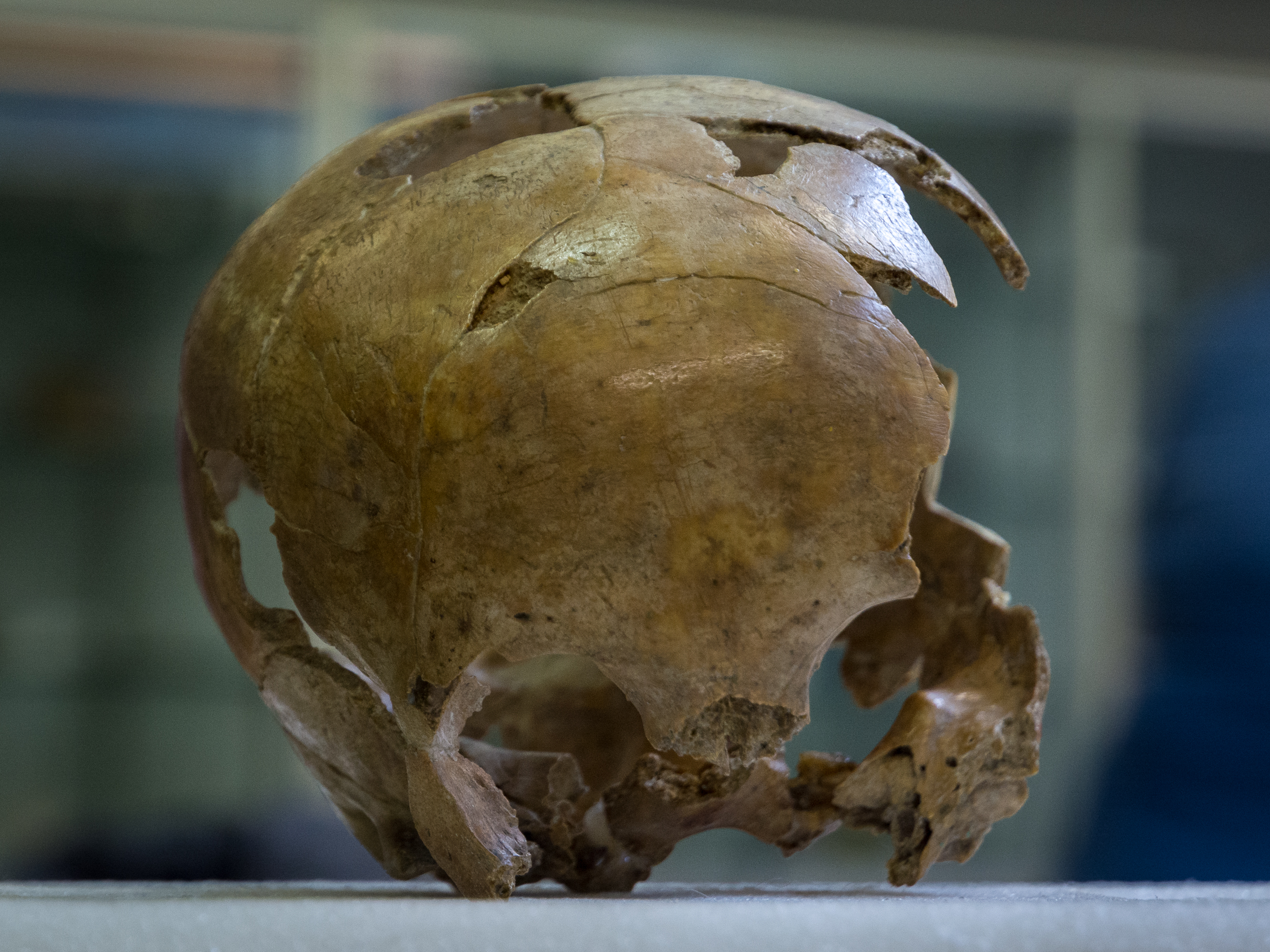
De beroemde schedel van het neandertalerkind, Engis 2

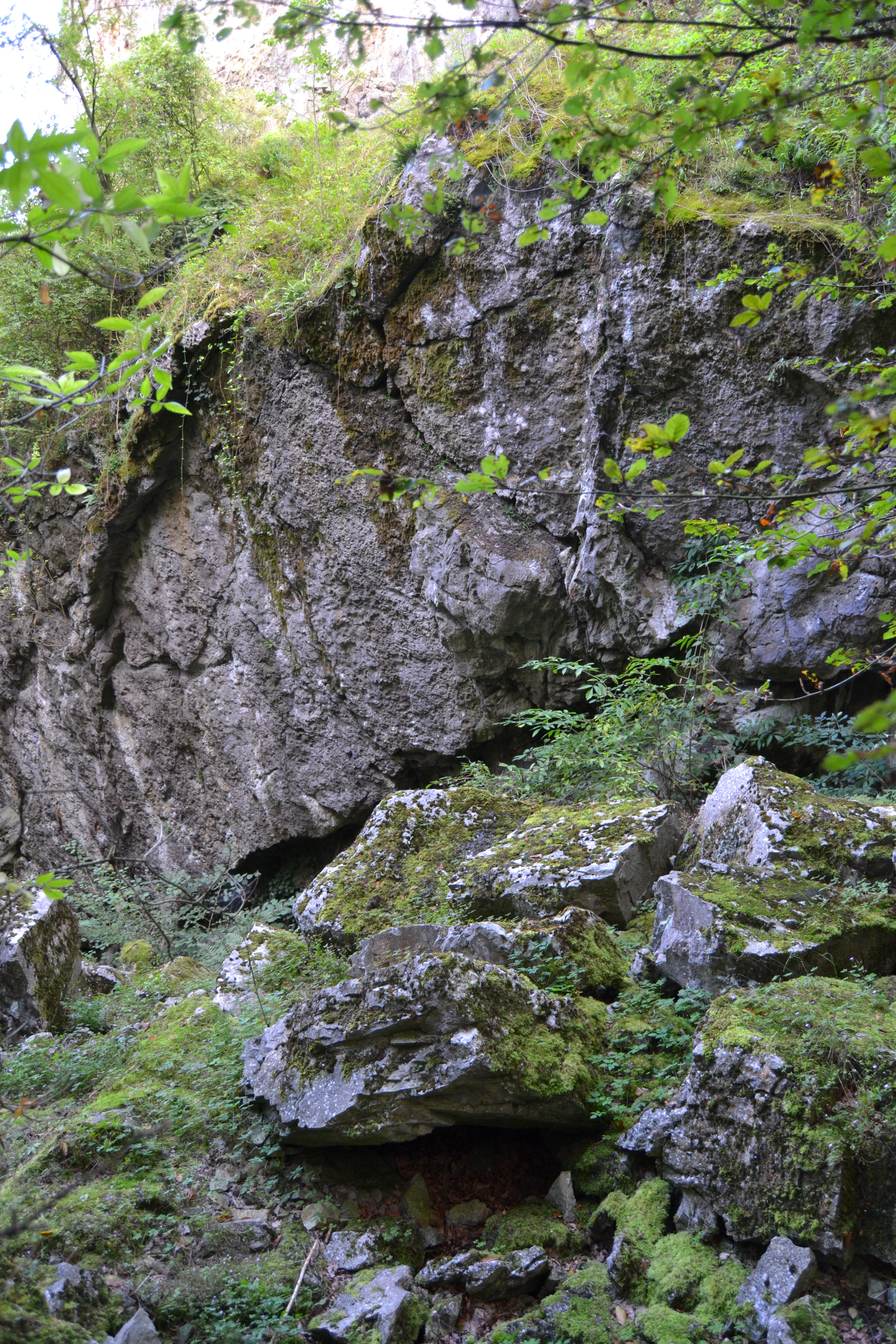
Deel van de grotten waar hij zijn vondsten deed, nu Grottes Schmerling genaamd.

Philippe-Charles Schmerling (ged. Delft, 2 maart 1790 – Luik, 7 november 1836) was een Nederlands-Belgische arts en prehistoricus. Hij wordt vaak beschouwd als de grondlegger van de paleontologie. In 1829 ontdekte hij als allereerste de fossiele resten van de soort Homo neanderthalensis in een grot in Engis (eigenlijk Awirs), nabij Luik en begon daarmee de ontdekkingsgeschiedenis van de neanderthaler. Na de Red Lady of Paviland was het pas de tweede ontdekking van menselijke fossielen. De vondsten brachten hem ertoe te concluderen dat er mensen hadden geleefd in het Kwartair.

## Levensloop
Philipus Carel, later Philippe-Charles, Schmerling wordt op 2 maart 1790 te Delft gedoopt als zoon van de koopman Jan Carel Schmerling uit 's-Hertogenbosch, Noord-Brabant en diens vrouw Lucia van Koijck uit Dordrecht. Hij studeert in Delft en Leiden. Hierna verhuist hij naar Den Haag waar hij tewerkgesteld wordt op het medisch kabinet van dokter De Riemer. In 1812 slaagt hij voor het examen als medisch officier. Op het einde van het 1813 begint hij zijn carrière in het Nederlandse leger als militaire arts. Hij wordt dan gestationeerd te Venlo en dit tot 1816.
In Venlo leert Philippe-Charles Schmerling zijn toekomstige vrouw Sara Henrietta Elisabeth Douglas kennen. Het huwelijk wordt voltrokken op 17 oktober 1821. Kort hierna verhuist het koppel naar Luik. Uit dit huwelijk komen twee kinderen voort: Jeanne Caroline Elisabeth Lucie, geboren op 16 juli 1823 en Louise Anne Henriette, geboren op 23 augustus 1825.
In 1822 hervat hij zijn studies aan de universiteit van Luik en wordt arts in 1825. Zijn doctoraatsthesis is getiteld De studii psychologiae in medicina utilitate et necessitate.
|  |

## Wetenschappelijke ontdekkingen
In 1829 merkt Philippe-Charles Schmerling in de buurt van Awirs enkele kinderen op die aan het spelen zijn met oude beenderen. Hij identificeert deze beenderen als fossiele resten en gaat op zoek naar gelijksoortige fossielen in een zestigtal grotten in de omgeving. Hij concentreert zich voornamelijk op de grotten te Engis en Engihoul en beschrijft dit uitvoerig in zijn belangrijkste werk, Recherches sur les ossemens fossiles découverts dans les cavernes de la province de Liège, dat wordt gepubliceerd in 1833 en talrijk is voorzien van illustraties.
Het was nog decennia vóór Darwin zijn evolutietheorie presenteerde. Niettemin herkende Schmerling de resten als fossiel. Getrouw aan het catastrofisme van Cuvier, meende hij dat ze van vóór de laatste catastrofe dateerden, uit de tijd van de uitgestorven zoogdieren waarbij ze waren gevonden. Dit botste op grote weerstand. Het duurde tot 1863 vooraleer hij in de persoon van Charles Lyell postuum een medestander vond. Maar dan nog zette zich de mening van Thomas Henry Huxley door, die na een gedetailleerde studie van de Belgische en Duitse vondsten concludeerde dat het om moderne (weinig geciviliseerde) mensen ging. Pas na de ontdekkingen in Neandertal (1856) en La Naulette (1866) begon het bestaan van uitgestorven mensensoorten ingang te vinden.
Het 19e-eeuwse debat had zich geconcentreerd op de meest intacte schedel Engis 1. Een eeuw na de dood van Schmerling toonde Julien Fraipont aan dat de verwaarloosde kinderschedel Engis 2 tot de Neandertalers behoorde. De naam 'Neandertaler', eerst voorgesteld door William King in 1864, was toen al lang ingeburgerd. Zo niet had men naar het eerste specimen over de 'Engismens' kunnen spreken, zoals nog gesuggereerd door de Parijse professor Jean Piveteau.
Een andere wetenschappelijke verdienste van Schmerling is dat hij in het laatste hoofdstuk van zijn werk de basis legde voor de paleopathologie.

## Publicaties
- 1825: De studii psychologiae in medicina utilitate et necessitate, Université de Liège (doctoraatsthesis)
- 1831: "Cavernes à ossemens fossiles, découvertes jusqu'à ce jour dans la province de Liége", in: P. VANDER MAELEN, Dictionnaire géographique de la province de Liége, Brussel, Appendice, p. 3-7.
- 1832: Quelques observations sur la teinture de colchique, et principalement sur son emploi dans les affections arthritiques et rhumatismales, Luik, P. J. Collardin, 64 p.
- 1833: "Ueber die Knochenhölien bei Luttich", in: Neues Jabrbuch für Mineralogie, Geognosie, Geologie und Petrefaktenkunde, 1: 38-48, taf. II.
- 1833: "Sur les cavernes à ossemens de la province de Liége", in: Bulletin de la Société géologique de Franc, 3: 217-222.
- 1834: Recherches sur les ossemens fossiles découverts dans les cavernes de la province de Liége, Luik, P. J. Collardin, 2 vol., 167 et 195 p.; un atlas in f°, 34 et 4G pl.
- 1835: "Sur une caverne à ossemens de la province de Luxembourg", in: Bulletin de l’Académie royale des sciences et belles-lettres de Belgique, Brussel, 2 (8): 271-275.
- 1835: "Mémoire sur les ossemens fossiles à l'état pathologique, recueillis dans les cavernes de la province de Liége", in: Bulletin de l’Académie royale des sciences et belles-lettres de Belgique Brussel, 2 (10): 362-364.
- 1835: "Description des ossemens fossiles à l'état pathologique, provenant des cavernes de la province de Liége", in: Bulletin de la Société géologique de Franc, 7: 51-61.
- 1836: "Notice sur quelques os de pachydermes, découverts dans le terrain meuble près du village de Chokier", in: Bulletin de l’Académie royale des sciences et belles-lettres de Belgique, Brussel, 3 (le série): 82-87.

## Voetnoten
1. ↑  Recherches sur les ossemens fossiles découverts dans les cavernes de la province de Liége, 1833, p. 59 en p. 66
2. ↑  Charles Lyell, The Geological Evidences of the Antiquity of Man, 1863, p. 59-92
3. ↑  Thomas Henry Huxley, Evidence as to Man's Place in Nature, 1863, hoofdstuk 3, p. 140-149
4. ↑  Charles Fraipont, Les hommes fossiles d'Engis, Mémoire 10, Archives de l'Institut de Paléontologie, Parijs, 1936

- Bibliothèque nationale de France: cb16089910m (data)
- Biografisch Portaal: 01825814
- Gemeinsame Normdatei: 119501430
- International Standard Name Identifier: 0000 0001 2134 5604
- Library of Congress Control Number: n2020050009
- Nationale Bibliotheek van Tsjechië: xx0142253
- Nederlandse Thesaurus van Auteursnamen: 147398983
- Système universitaire de documentation: 078900727
- Virtual International Authority File: 57426217
- WorldCat: E39PBJgCJJrFTqmjyCRh9GHcT3